# Benjamin Vautier

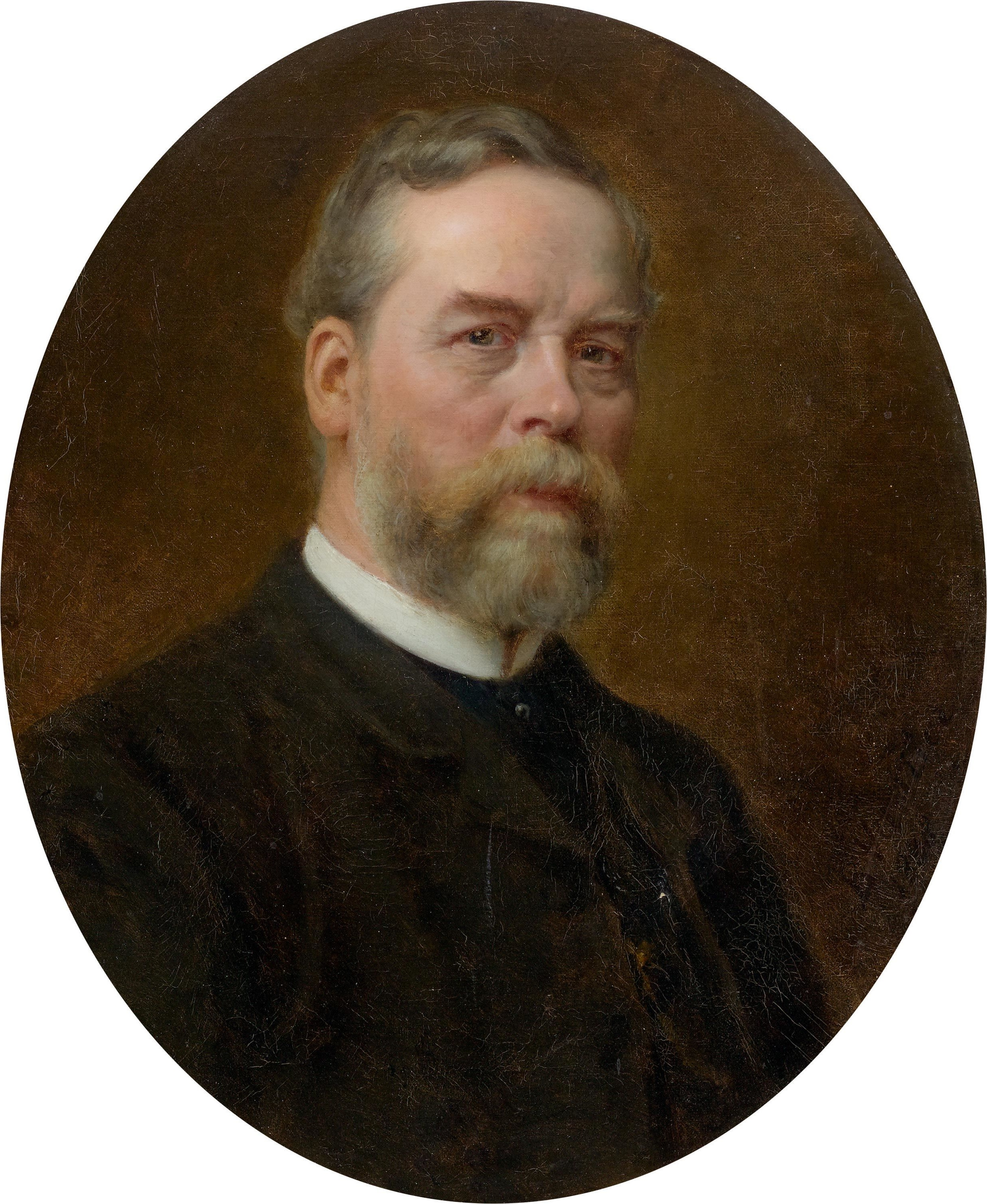
Benjamin Vautier, Selbstporträt, 1888

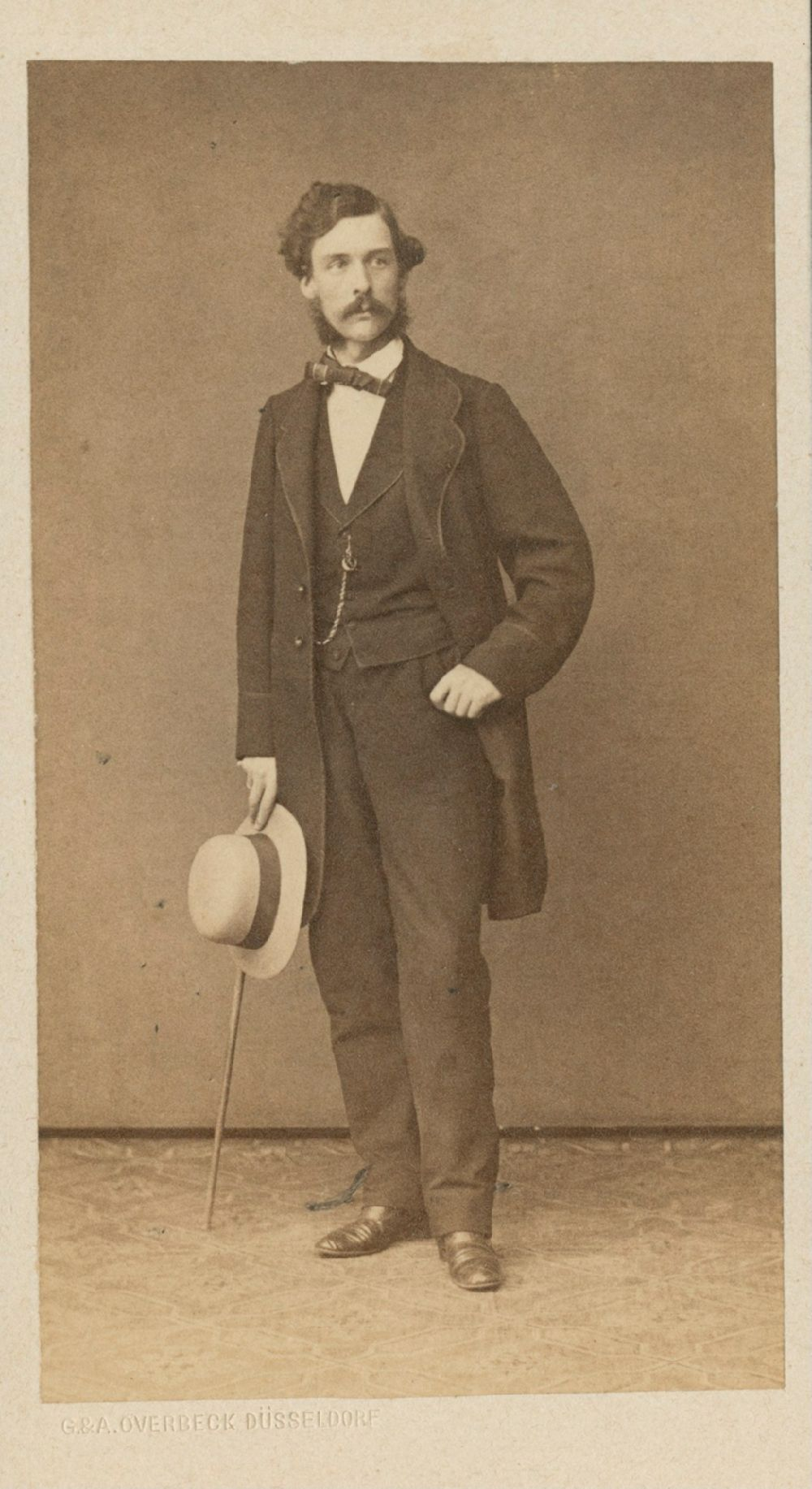
Benjamin Vautier, Foto Arnold Overbeck, Gebr. G. & A. Overbeck in Düsseldorf

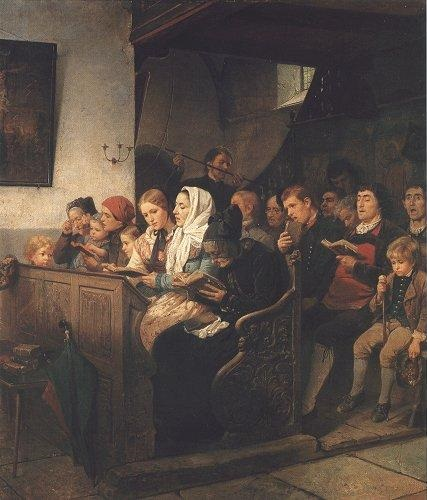
Dorfkirche mit Andächtigen, 1858

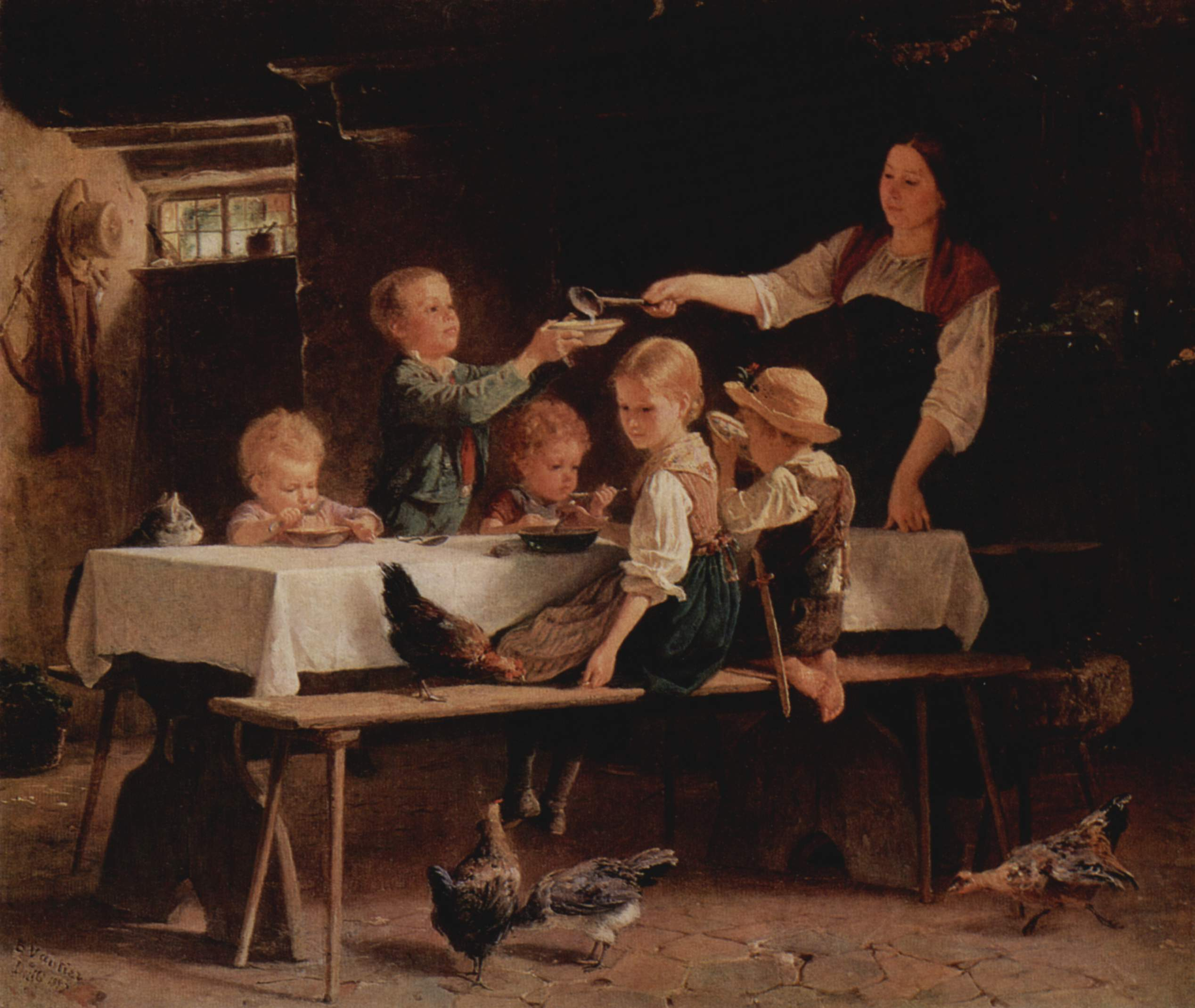
Kinder beim Mittagessen

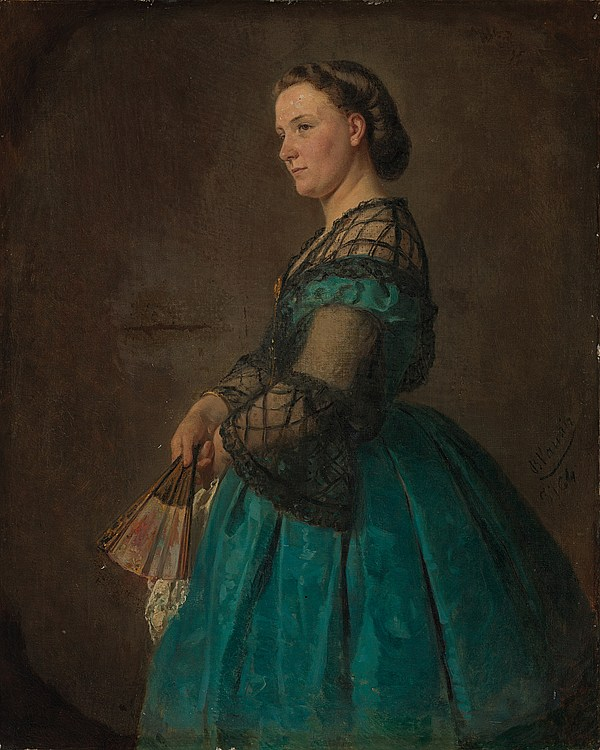
Bertha Vautier, 1864

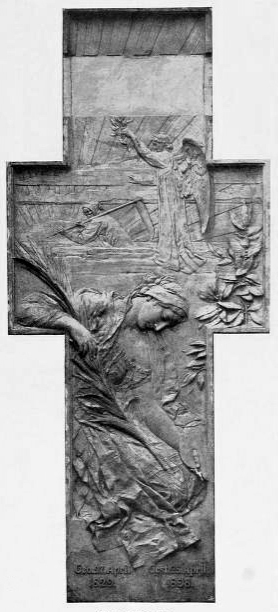
Grabrelief Benjamin Vautiers, Werk des Bildhauers Karl Janssen (1898)

Marc Louis Benjamin Vautier (* 27. April 1829 in Morges; † 25. April 1898 in Düsseldorf) war ein Schweizer Maler und Vertreter der anekdotisch erzählenden Genremalerei der Düsseldorfer Schule.

## Leben
Benjamin Vautier, Sohn des waadtländischen Pfarramtskandidaten und Gymnasiallehrers Rodolphe Benjamin Louis Vautier (1798–1871) und dessen Ehefrau Jeanne Marie Sophie, geb. Chevalier, wurde in Morges am Genfersee geboren. Seine Jugend verlebte er in Noville im Rhônetal, wohin sein Vater als Pfarrer berufen wurde. Er besuchte dann das Gymnasium von Lausanne und sollte Pfarrer werden. In Karikaturen des Schülers Vautier zeigte sich schon früh die Begabung. Sein Vater, wenngleich widerstrebend, gab die Erlaubnis, die Kunst zu seinem Beruf zu machen. Nach einem kurzen Gastspiel an der Zeichenschule des Malers Jules Hébert, eines damals in Genf beliebten Meisters, begann Vautier dort eine Lehre als Emailmaler bei Jacques Aimé und Charles Louis François Glardon. Er besuchte Abendkurse im Aktzeichnen der Akademie des Musée Rath, in der Freizeit beschäftigt er sich mit Aquarell- und Porträtmalerei. 1848 trat er eine auf vier Jahre verpflichtende Anstellung bei einem Emailleur an; er bemalte dort Uhren und Broschen. Nach etwa zwei Jahren kaufte er sich aus diesem Arbeitsvertrag für 1.200 Franken frei. Durch einen befreundeten Gemäldehändler kam Vautier in Kontakt mit Vertretern der Genfer Kunstwelt, beispielsweise Jacques Alfred van Muyden, François Diday, Alexandre Calame, Jean-Léonard Lugardon, Joseph Hornung.
1850 begab sich Vautier an die Kunstakademie Düsseldorf, studierte unter Karl Ferdinand Sohn und ließ sich bei Heinrich Mücke in Anatomie und Proportionslehre unterrichten. Vautier blieb aber nur acht Monate an der Akademie, „da der Unterricht unter der Diktatur Schadows weder seinem Talent noch seinem Temperament“ entsprach. Nach seinem freiwilligen Austritt aus der Akademie arbeitete er ab 1851 als Privatschüler im Atelier von Rudolf Jordan und war parallel dazu als Illustrator tätig.
1853 verließ er kurzzeitig Düsseldorf und bereiste zusammen mit Ludwig Knaus unter anderem den Schwarzwald und das Berner Oberland. Mit Knaus machte er in den folgenden Jahren immer wieder Studienreisen in den Schwarzwald, wo sie in Gutach gewissermaßen die Vorhut der späteren Künstlerkolonie Gutach bildeten. Angesichts der großen Erfolge des gleichaltrigen Knaus entschloss er sich für das Genrefach. Er widmete sich insbesondere der Schilderung des Bauernlebens, welches er in den folgenden Jahren in ländlichen Gegenden im Berner Oberland studierte. 1856 legte er zusammen mit dem Schweden Carl d’Unker einen Studienaufenthalt in Paris ein. Dort trafen sie Knaus, mit dem er in Düsseldorf ein Atelier geteilt hatte.
1857 ließ sich Benjamin endgültig in Düsseldorf nieder. Am 26. Mai 1858 heiratete er Bertha Euler, die Tochter des Düsseldorfer Notars und Politikers Joseph Euler, „der zusammen mit seiner Frau ein wichtiger Motor des lokalen Kulturlebens“ war. In Düsseldorf erwarb sich Vautier rasch einen Ruf als einer der bedeutendsten Genremaler der Düsseldorfer Malerschule. 1858 erzielte er mit dem Bild In der Kirche auf der Münchener Ausstellung den ersten durchschlagenden Erfolg. Er bekam den Titel königlicher Professor. Während seiner Laufbahn kamen internationale Schüler nach Düsseldorf, um bei ihm zu lernen, darunter der Tscheche Quido Mánes, der Schweizer Jost Muheim, der Ungar Mihály von Munkácsy, der Russe Nikolai Dmitrijewitsch Dmitrijew-Orenburgski, die Norweger Vincent Stoltenberg Lerche und Carl Sundt-Hansen, der Finnlandschwede Karl Emanuel Jansson, auch die Malerinnen Marie Helene Aarestrup und Catherine Engelhart aus Dänemark sowie Jekaterina Fjodorowna Junge aus Russland.
Von 1850 bis zu seinem Tod war er reges Mitglied im Künstlerverein Malkasten. Er unterstützte die initiierten Verlosungen von Kunstwerken, deren Erlös den Erwerb eines ständigen Vereinslokals ermöglichten, den Kauf des Jacobi’schen Gartens 1861 und den Bau des 1867 eingeweihten Malkasten-Hauses. Vautier nahm aktiv an Veranstaltungen teil, darunter an den Lebenden Bildern, in welchen seine Werke untermalt von Musik nachgestellt wurden, den Karnevalsredouten oder den Vorbereitungsarbeiten von Aufführung auf der Malkastenbühne.
Vautier saß im Verwaltungsrat des Kunstvereins für die Rheinlande und Westfalen, der auf lokaler und regionaler Ebene die Düsseldorfer Schule förderte. Er war Mitglied der Akademien von Berlin, Antwerpen, Amsterdam, Wien und München. Sein Haus befand sich in der Goltsteinstraße 29.
Drei Jahrzehnte, geehrt, geachtet und viel umworben als Künstler, lebte er in Düsseldorf, bis er im Alter von 69 Jahren an einer Lungenentzündung starb. Der Bildhauer Karl Janssen schuf im Jahr 1898 das Grabrelief „Die trauernde Malerei und der Genius der Unsterblichkeit, den Tod vertreibend“ in Form eines Kreuzes, welches Friedrich Schaarschmidt im Jahr 1902 als das „Vautier-Denkmal“ bezeichnete. Das Grab befand sich auf dem Nordfriedhof Düsseldorf, wurde in 2004 von einer Düsseldorfer Familie zu eigenen Zwecken umgestaltet und auf den Unterrather Friedhof verbracht.

## Familie
Benjamin Vautier und Bertha Margaretha Luisa Vautier, geb. Euler, (1837–1886) hatten eine Tochter und drei Söhne:
1. Karl Joseph Benjamin Vautier (1860–nach 1910), als Maler in Paris tätig
2. Clara Antonia Vautier (1862–1944) ⚭ 1880[13] Hermann Nicolaus von Wätjen (1851–1911), Rittergutsbesitzer, Stadtverordneter und Geheimer Regierungsrat in Düsseldorf
  1. Otto von Wätjen (1881–1942), als Maler in Paris und Düsseldorf tätig ⚭ 1914–1921 Marie Laurencin (1883–1956), Malerin
  2. Elisabeth Luise (Lilli) von Wätjen (1884–1966) ⚭ 1905 Paul Clemen (1866–1947), Kunsthistoriker
  3. Gerda Agnes von Wätjen (1886–1965), Sängerin ⚭ 1. Ehe 1909 Hermann Haller, Schweizer Bildhauer; ⚭ 2. Ehe 1916 Carl Friedberg, Pianist
  4. Hans Hermann von Wätjen (1905–1922)
3. Otto Adolphe Paul Vautier (1863–1919), als Maler in der Schweiz tätig ⚭ Louise Marie Schnell
  1. Otto Vautier (1893–1918), Schweizer Maler[14]
  2. Benjamin Vautier (1895–1974), Schweizer Maler[15]
4. Paul Louis Vautier (1865–1930), Kaufmann, Kunstsammler, Numismatiker ⚭ 1897 Gladys Marguerite Moss (1874–1963)[16]
  1. Benjamin Hermann Vautier (* 20. August 1898 in Tokyo) ⚭ 1925 Rosina Viva (1899–1983), italienische Malerin[17]
  2. Max Ferdinand Vautier (* 4. Juli 1900 in Düsseldorf)[18] ⚭ Janet Giraud († 1989)
    1. Ben Vautier (1935–2024), schweizerisch-französische Künstler des 20. Jahrhunderts ⚭ 1959 Jacqueline Robert; ⚭ 1964 Annie Baricalla[19]

  3. Paul Vautier (* 22. Juli 1902 in Tokyo) ⚭ 1942 Frida Maria Beer

## Werk
Seine ersten Bilder schilderten die Bevölkerung am Genfer See und im Berner Oberland. Bilder aus dem Volksleben, wie das Innere einer schweizerischen Dorfkirche mit Andächtigen. Seit 1858 begann er seine Studien im Schwarzwald, wo er die Mehrzahl seiner Motive gefunden hat. Er versenkte sich in das Studium des schwäbischen Land- und Kleinstadtlebens und besonders der Schwarzwälder Bauern und schuf in rascher Folge eine Reihe von Bildern, durch welche er sich die Stellung eines Genremalers erwarb. Nach 1870 folgten Bilder aus dem Elsass.
Sein Œuvre beinhaltete vornehmlich figurenreiche Erzählungen. Vautier schilderte neben Kindern und Honoratioren am liebsten die Landleute. Die Landschaft trat völlig zurück. Er schilderte die Menschen immer mit dem Interesse des Karikaturisten, jedoch stets ohne Hohn.
Eine Anzahl früher Bilder behandelte den Tätigkeiten des Geistlichen seiner Gemeinde: Auf „die andächtige Gemeinde“, folgte „Der Unterricht“ (1861), „Überraschung der Bauern, die während des Gottesdienstes Karten spielen, durch ihre Frauen“ (1862), „Sonntag Nachmittag in einem schwäbischen Dorfe“ (1863), „Leichenschmaus“.
Vautier war auch als Illustrator tätig, insbesondere zwischen 1865 und 1870. In den 1860er Jahren beauftragte ihn Carl Leberecht Immermann zu dem „Münchhausen“ entstammenden Erzählung „Der Oberhof“ mit Darstellungen aus dem westfälischen Bauernleben zu illustrieren. Für Berthold Auerbachs Barfüßele u. a. war er ebenfalls tätig.
In den 1870er Jahren entstand ein Gemäldezyklus, die das Liebesleben zum Gegenstand hatten, wie „Die erste Tanzstunde“ (1868), „Tanzsaal in einem schwäbischen Dorf“, „Belauschte Werbung“, „Abschied des Brautpaares vom väterlichen Hause“ (1875), „Tanzpause“ oder „Elsässische Hochzeit“ (1878), „Besuch der Neuvermählten“ (1880), „Unfreiwillige Beichte“ (1881). Ferner die zwei Hauptwerke: „Das Zweckessen auf dem Lande“, „Ländliches Begräbnis“ (beide 1871), und „Am Krankenbett“ (1873).
Negative Seiten des Bauernlebens hatte er nur in Andeutungen dargestellt: Beispielsweise im „Schuldenbauer“ (1865), wo ein jüdischer Makler einem Kleinbauern sein letztes Grundstück abschwatzt, in der „Verhaftung“ sowie in der Bauernschlägerei „Unterbrochene Streit“.
Vautier erzählte gerne von seinen Erlebnissen auf Studienfahrten. Verschämtheit, Schüchternheit, naives Erstaunen, kleine Verlegenheiten der Bauern, aber auch ungenierte Stadtherren, mit Gericht und Verwaltung, bildeten unerschöpfliche Themen: „Der galante Professor“ (1885), „Das entflohene Modell“, „Das willige Modell“ (1886 und 1887), „Der Taschenspieler“.
Vautiers Malweise hatte sich im Laufe der Jahre wenig geändert. In den ersten Arbeiten ist die Farbgebung etwas lebhafter. Später fällt alles leicht in ein dezentes Grau. Am feinsten ausgearbeitet sind die Farbstimmungen bei Gemälden, die um 1870 entstanden sind. Diese Werke sind durch Sicherheit der Zeichnung, ein stimmungsvolles Kolorit und liebenswürdigen Humor geprägt.

## Werke (Auswahl)
- Der Heiratskandidat. (1856)
- Dorfkirche mit Andächtigen. (1858, Heylshof, Worms)
- Die Nähschule. (1859)
- Kartenspielende Bauern, von ihren Frauen überrascht (1862, im Museum zu Leipzig)[20]
- Der Sonntag in Schwaben, der Leichenschmaus (1865, Museum zu Köln)
- Der Hauslehrer (1865, Germanisches Nationalmuseum, Nürnberg)
- Leichenschmaus (1866, Wallraf-Richartz-Museum & Fondation Corboud, Köln)
- Die erste Tanzstunde (1868, Nationalgalerie in Berlin)
- Bauer und Makler, Toast auf die Braut (1870, in der Kunsthalle zu Hamburg)
- Ein Zweckessen (1871).
- Das Begräbnis (1872).
- Abfahrt zur Hochzeitsreise (1875).
- Gemeinderatsversammlung (1876).
- Auf dem Standesamt (1877).
- Die Tanzpause (1878, Galerie zu Dresden)
- Die Verhaftung (1879).
- Schwarzer Peter (1883).
- Das entflohene Modell (1886).
- Die bange Stunde (1887).
- Der Krankenbesuch (1887).
- Das neue Gemeindemitglied (1888).

### Illustrationen (Auswahl)
- In: Friedrich Bodenstedt (Hrsg.): Album deutscher Kunst und Dichtung. Mit Holzschnitten nach Originalzeichnungen der Künstler, ausgeführt von R. Brend’amour. Grote, Berlin 1867; urn:nbn:de:hbz:061:2-184.
- In: Aquarelle Düsseldorfer Künstler: den kunstsinnigen Damen gewidmet. Arnz, Düsseldorf 1861; urn:nbn:de:hbz:061:2-736. Englische Ausgabe: Aquarels of Düsseldorf artists. Arnz, Düsseldorf 1852; urn:nbn:de:hbz:061:2-24510
- Berthold Auerbach: Barfüßele. Cotta, Stuttgart 1870; urn:nbn:de:hbz:061:2-840.
- In: Düsseldorfer Bilder-Mappe: Original-Zeichnungen. Grote, Berlin 1866; urn:nbn:de:hbz:061:2-1138.
- In: Mary Botham Howitt: The Dusseldorf artists’ album. Arnz, Dusseldorf 1854; urn:nbn:de:hbz:061:2-115.
- Kurzweil und Zeitvertreib: Bilder aus dem Leben in 12 Bleistiftzeichnungen. Ackermann, München 1884; urn:nbn:de:hbz:061:2-662.
- In: Märchen und Sagen für Jung und Alt. Arnz: Voß, Düsseldorf 1857, Band 2; urn:nbn:de:hbz:061:2-314.
- Karl Immermann: Der Oberhof: aus Immermann’s Münchhausen. Hofmann, Berlin 1863; urn:nbn:de:hbz:061:2-1349.
- In: K. Stieler, H. Wachenhusen, F. W. Hackländer: Rheinfahrt: Von den Quellen des Rheins bis zum Meere. Kröner, Stuttgart 1875; urn:nbn:de:hbz:061:2-237.
- In: E. Diethoff: Vom Rhein. Bilder und Geschichten aus alter und neuer Zeit. Payne, Leipzig 1871; urn:nbn:de:hbz:061:2-1197.
- Gedichte. Arnz, Düsseldorf 1852; urn:nbn:de:hbz:061:2-34263.

## Ehrungen
Ehrenbekundungen wie der Franz-Josephs-Orden (1868), der Rote Adlerorden (1869) und der Bayerische Michaelsorden bezeugen das hohe Ansehen von Benjamin Vautier.
In Düsseldorf sind nach Vautier eine Straße und eine Haltestelle der Stadtbahn Düsseldorf benannt.